# NGC 4326
NGC 4326 este o liner situată în constelația Fecioara. A fost descoperită în 13 aprilie 1784 de către William Herschel.